# Schloss Söder

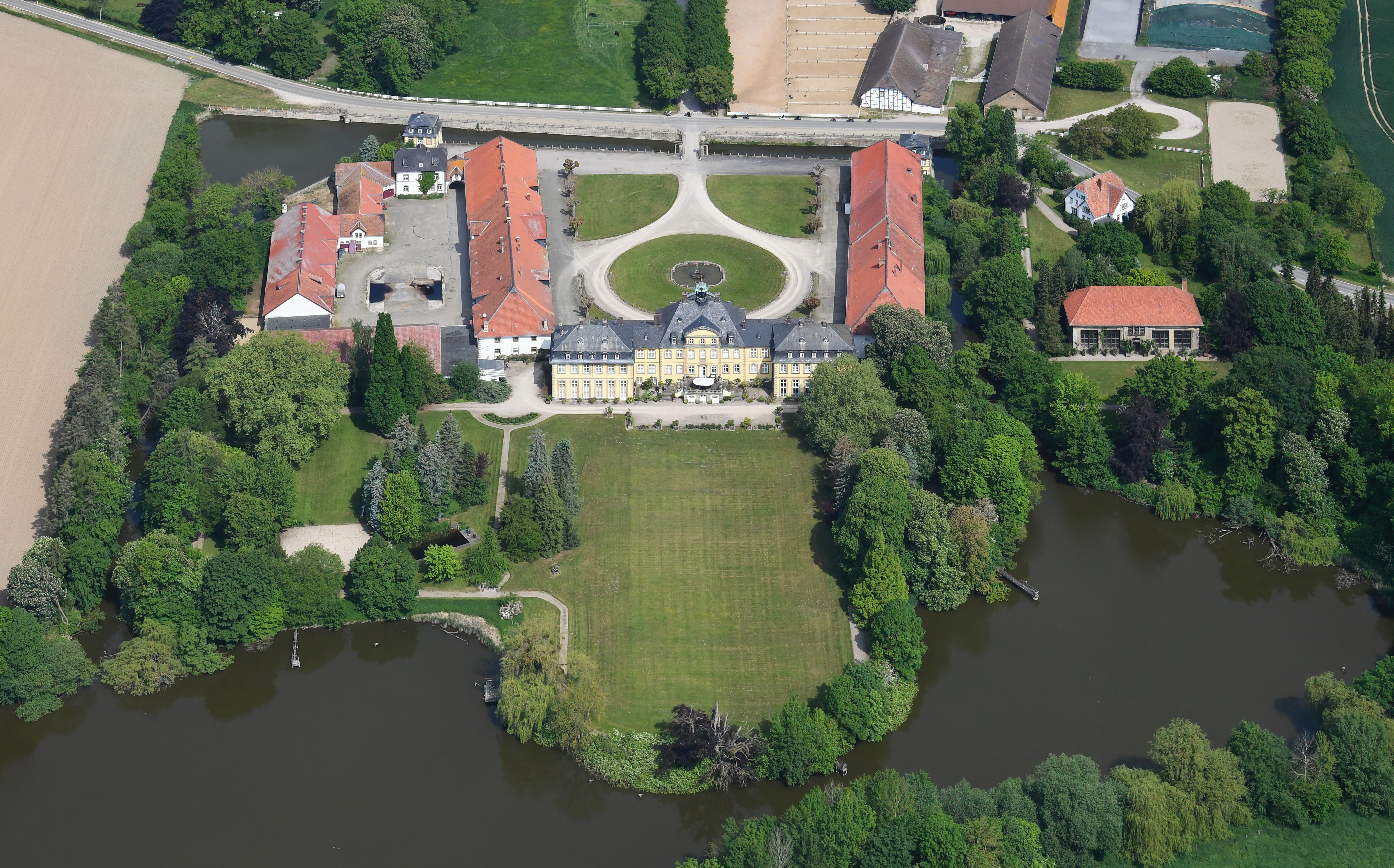
Schloss Söder von Süden aus der Luft gesehen

Das Schloss Söder ist ein barockes Wasserschloss im Ortsteil Söder der Gemeinde Holle, Landkreis Hildesheim (Niedersachsen), das aus einem landwirtschaftlichen Gut hervorging.

## Beschreibung
Die Schlossanlage ist an drei Seiten von einem Wassergraben umgeben und besteht aus dem eigentlichen Schlossgebäude sowie nördlich und nordwestlich vorgelagerten, schlichten Wirtschaftsgebäuden, die so einen Innenhof begrenzen. Das Schloss besitzt einen quadratischen Mittelbau, der risalitartig aus der verputzten Fassade hervortritt, und zwei sich westlich und östlich daran anschließende, gleich lange Seitenflügel, deren rückwärtige Ecken durch rechteckige Pavillontürme abgeschlossen werden. Der Mittelbau ist durch sieben Fensterachsen symmetrisch gegliedert, wovon die drei mittleren durch einen Risalit noch einmal besonders betont werden.
Während die vier Geschosse der Eckpavillons durch Mansarddächer abgeschlossen werden, besitzen die übrigen Gebäudetrakte Walmdächer. Das hohe Dach des viergeschossigen Mittelbaus besitzt als zusätzliches Schmuckelement einen Dachreiter mit Glocke, während die dreigeschossigen Seitenflügel nur von sehr niedrigen Walmdächern bekrönt sind.
Eine zweiläufige Freitreppe führt zum Portal, das sich genau in der Mittelachse des Schlossgebäudes befindet.

### Schlosspark
Die Gestaltung des Schlossparks wurde in der Zeit des Barock begonnen. Spätestens seit der 2. Hälfte des 18. Jahrhunderts bezog der Park die umgebende Landschaft der Felder und Berghöhen in die Gesamtgestaltung ein. Dies wird deutlich an der nahezu zwei Kilometer langen Allee aus Sommer- und Winterlinden, die den Schlosskomplex mit dem Turmberg verbindet. Ursprünglich könnte ein einfaches Rasenparterre (parterre á l’angloise) bestanden haben, das ab 1790 ohne umfassende Veränderung in den neu entstandenen englischen Garten übernommen wurde. In der Zeit der Aufklärung bestand die Absicht, die Umgebung von Söder in der Art einer antiken Landschaft zu gestalten. Dabei wurde bekannten Vorbildern englischer Landschaftspark wie Stowe und Rousham gefolgt.
Der um 1790 errichtete – von Erdmannsdorff entworfene – „Freundschaftstempel“ bildete die vom Schloss aus sichtbare „Mitte“ dieser landschaftlich gestalteten Parkzone, in der noch Wegereste und solitär stehende Großgehölze das Ursprungsbild erkennen lassen. Der Freundschaftstempel – von der Schlossgesellschaft vermutlich als Teepavillon genutzt – diente in der Parkkonzeption vor allem als Vordergrund eines „Landschaftsgemäldes“ bzw. -bildes. Das Schloss im Tal wurde eher als Staffage – als „Landhaus“ im Sinne des legendären Horazschen Landgutes – begriffen. Im engeren Schlossbezirk von Söder haben sich von der barocken Freiraumkonzeption im Wesentlichen die Vorhofgestaltung und die umlaufenden Gräben erhalten.
Besonderer Reiz des Gartens sind die zahlreichen seltenen Baumarten. In der Verlängerung des Wohnflügels befindet sich seit 1905 eine Orangerie, die vermutlich größte ihrer Art in Norddeutschland und vermutlich eine der größten noch privat genutzten Orangerien in Deutschland. Im Park befindet sich eine Eiche mit einem Brusthöhenumfang von 6,95 m (2016).

## Geschichte
Das Schloss Söder geht vermutlich auf einen um 1200 erwähnten Haupthof der Edelherren von Hagen/de Indagine zurück, die ihren Stammsitz in Gebhardshagen besaßen. Er war ein Lehen des Bischofs von Hildesheim. Nach dem Aussterben dieses Geschlechts folgten 1228 die Herren von Bortfeld. Diese legten die vom Hochstift Hildesheim zu Lehen gehende Einzelhöfe zu einem großen Hof zusammen, der im Spätmittelalter befestigt wurde. Um 1500 wurde Söder unter den Burgen und Burgsitzen im Hochstift Hildesheim genannt. Nach Zerstörungen im Dreißigjährigen Krieg verlegte Burchard von Bortfeld seinen Stammsitz nach Nienhagen, die Burg verfiel in der Folgezeit.
Nachdem die Familie von Bortfeld 1686 ausgestorben war, belehnte der Hildesheimer Fürstbischof Jobst Edmund von Brabeck 1690 einen Zweig seiner Familie Brabeck mit dem Besitz.

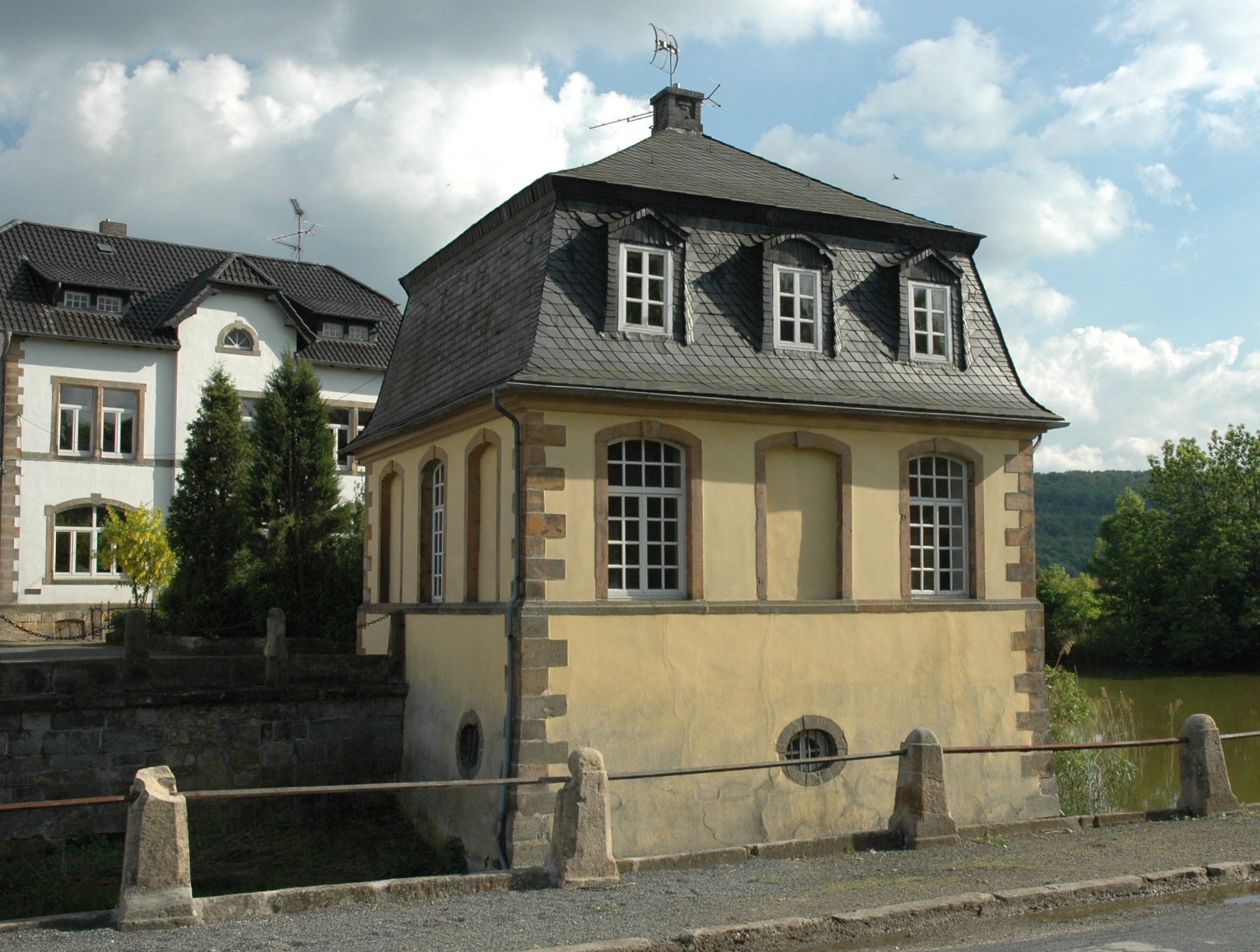
Nordwestlicher Pavillon aus dem Jahr 1791

Sein Großneffe Jobst Edmund (III.) von Brabeck ließ 1740 die alte Bortfelder Burg niederlegen und an deren Stelle in der Zeit von 1741 bis 1742 ein Schloss errichten. Dessen Sohn Friedrich Moritz von Brabeck ließ das Gebäude über mehrere Jahre hinweg immer weiter zu einer repräsentativen Residenz aus- und umbauen und gab dem Schloss damit seine heutige Gestalt. Den Abschluss der Arbeiten markierten 1791 der Bau der Zufahrtsbrücke und des Eingangstors sowie die Errichtung zweier Pavillons an der nordwest- und nordöstlichen Ecke des Schlossgeländes. Im gleichen Jahr wurde auch mit der Anlage eines Schlossparks im englischen Landschaftsstil begonnen.
Als Kunstliebhaber trug Friedrich Moritz von Brabeck eine umfangreiche Kunstsammlung zusammen, die er ab 1788 zu Studienzwecken im Schloss ausstellte. Sie umfasste etwa 400 Werke, darunter viele Gemälde namhafter Künstler wie Raffael, Leonardo da Vinci, Rubens, Tizian oder Rembrandt. Diese Sammlung im Wert von etwa 500.000 Talern zog viele Besucher nach Söder und machte das Schloss zum kulturellen und geistigen Mittelpunkt des Hochstifts Hildesheim.
Friedrich Moritz’ Tochter Philippine von Brabeck (1796–1821) heiratete 1817 Andreas Otto Heinrich Graf zu Stolberg-Stolberg (1786–1863). In seinem Todesjahr 1819 war Friedrich Leopold zu Stolberg-Stolberg bei seinem Sohn in Söder zu Gast. Er verfasste hier angesichts des Gnadenbilds der Immaculata das Söderlied. Ein Brand im Jahr 1845 beschädigte das Schlossgebäude schwer, es wurde jedoch bis 1848 wieder aufgebaut. Andreas Graf zu Stolberg-Stolberg, dessen einziger Sohn 1840 gestorben war, verkaufte 1859 erst die Kunstsammlung und 1862 schließlich auch das Schloss.
Neuer Besitzer wurde Boguslav Graf von Schwicheldt. Curt von Schwicheldt ließ umfassende Erneuerungen und Umbauten im Inneren des Gebäudes durchführen und auf der Westseite des Areals die heutigen Wirtschaftsgebäude errichten. Über seine Erbtochter Sigrid kam Schloss Söder im ersten Viertel des 20. Jahrhunderts an die Familie ihres Ehemanns Eberhard Graf von Hardenberg und über deren Tochter an die Familie Lampe.
Nachdem das Schloss 1955 als Kulisse für den Film Du mein stilles Tal mit Curd Jürgens und Winnie Markus gedient hatte, wurde es durch Carola von Hardenberg 1968 unter Beibehaltung des barocken Stils noch einmal umfassend erneuert und modernisiert.

## Heutige Nutzung
Schloss Söder befindet sich in Privatbesitz und kann deshalb nur von außen besichtigt werden. Die Familie Lampe betreibt auf dem Schlossareal heute eine Pferdezucht.

### Historische Kulturlandschaft
Das Schloss liegt innerhalb der 11 km² großen historischen Kulturlandschaft Ornamental Farm Söder und Derneburg, die von landesweiter Bedeutung ist. Diese Zuordnung zu den Kulturlandschaften in Niedersachsen hat der Niedersächsische Landesbetrieb für Wasserwirtschaft, Küsten- und Naturschutz (NLWKN) 2018 getroffen. Ein besonderer, rechtlich verbindlicher Schutzstatus ist mit der Klassifizierung nicht verbunden.

## Persönlichkeiten
- Bertha von Kuenburg-Stolberg (1845–1924), deutsch-österreichische Schriftstellerin, hier geboren